# Delme
Delme település Franciaországban, Moselle megyében. Lakosainak száma 1150 fő (2022. január 1.). Delme Craincourt, Donjeux, Lemoncourt, Puzieux, Tincry, Viviers és Xocourt községekkel határos.

## Népesség
A település népességének változása:
| Lakosok száma | 631  | 698  | 681  | 859  | 1083 | 1108 | 1124 | 1148 | 1151 | 1150 |
|               | 1968 | 1982 | 1990 | 2006 | 2013 | 2015 | 2017 | 2019 | 2020 | 2022 |